# NGC 3075
NGC 3075 is een spiraalvormig sterrenstelsel in het sterrenbeeld Leeuw. Het hemelobject werd op 18 maart 1836 ontdekt door de Britse astronoom John Herschel.

## Synoniemen
- UGC 5360
- MCG 3-26-9
- ZWG 93.12
- IRAS 09562+1439
- PGC 28833